# Germain Katanga
Germain Katanga (Mambasa, 28 de abril de 1978), também conhecido como Simba, é um ex-militar quinxassa-congolês da Força de Resistência Patriota de Ituri (FRPI). Ele foi condenado pelo Tribunal Penal Internacional (ICC) de cumplicidade em crimes contra a humanidade num massacre executado numa localidade da República Democrática do Congo em 2003.
Germain Katanga é acusado de ter supostamente cometido, através de outras pessoas:
- três crimes contra a humanidade:
  - assassinato;
  - a escravidão sexual; e
  - estupro.
- sete crimes de guerra:
  - usar crianças com menos de 15 anos de idade para participar ativamente nas hostilidades;
  - deliberadamente dirigir um ataque contra uma população civil ou contra civis individuais ou contra a pessoas civis que não participem diretamente nas hostilidades;
  - homicídio intencional;
  - destruição de propriedade;
  - saque;
  - escravidão sexual; e
  - estupro.